# Fritz Koch (Skispringer)
Fritz Koch (* 12. März 1956 in Villach) ist ein ehemaliger österreichischer Skispringer und Nordischer Kombinierer.

## Werdegang
Fritz Koch begann als Kind mit dem Skilanglauf. Noch im Schulalter konzentrierte er sich zunehmend auf die Nordische Kombination. Er gewann im Langlauf und in der Nordischen Kombination bereits als Jugendlicher zahlreiche österreichische Nachwuchsmeistertitel. 1977 wird er in Schwarzach/St. Veit erstmals in der damals in Österreich noch nicht sehr populären Nordischen Kombination Österreichischer Meister, vier weitere Titel sollten folgen. Er erreichte in der nordischen Kombination zahlreiche Top-Platzierungen und ist bereits 1976 Teilnehmer der Olympischen Winterspiele in Innsbruck. Nach einem für ihn enttäuschenden Abschneiden bei der WM in Lahti 1978 sattelt er zum Skispringer um.
Koch wurde 1980 in den Nationalkader der Österreicher aufgenommen und sprang am 10. Februar 1980 im französischen Saint-Nizier sein erstes Weltcup-Springen. Bereits in seinem ersten Springen konnte er durch einen 4. Platz seine ersten 12 Weltcup-Punkte erreichen und belegte in der Weltcup-Gesamtwertung am Ende den 62. Platz. Zur Weltcup-Saison 1980/81 gehörte er fest zum Weltcup-Kader. Nachdem die ersten Springen im Rahmen der Vierschanzentournee 1980/81 erfolglos verliefen konnte er in Ironwood nach einem sechsten Platz im ersten Skiflug-Wettbewerb, im zweiten Fliegen mit Platz 3 erstmals aufs Podium steigen. Es war jedoch seine einzige Podiumsplatzierung seiner Karriere. Nach einem 13. Platz in Thunder Bay konnte er in Chamonix und St. Nizier noch einmal in die Top 10 springen. Am Ende der Saison belegte er mit 46 Punkten den 19. Platz in der Weltcup-Gesamtwertung. Nach der Saison beendete Koch seine aktive Skisprungkarriere.
Seit Ende seiner Sportkarriere ist er als Sportlehrer und Trainer an der Schihauptschule Feistritz an der Drau tätig.

## Privates
Koch ist mit der Schwester des Skispringers Armin Kogler verheiratet. Er ist der Bruder von Heinz Koch und der Vater von Martin Koch, die ebenfalls beide Skispringer waren.

## Erfolge

### Weltcup-Platzierungen
| Saison  | Platz | Punkte |
| ------- | ----- | ------ |
| 1979/80 | 61.   | 12     |